# Холостячка
«Холостя́чка» (фр. La Garçonne, в СССР публиковался под названиями «Женщина-холостяк» и «Моника Лербье») — роман Виктора Маргерита, вызвавший бурный скандал после публикации во Франции в 1922 году и стоивший автору ордена Почётного легиона.
Выражение «(а-)ля-гарсон(н)» (фр. à la garçonne — «холостячка», «девушка-парень», «девочка-мальчик», «мужланка», «пацанка») стало галантным обозначением «мальчикоподобного» женского стиля и образа жизни эмансипированных женщин «бурных двадцатых» во Франции и во всей Европе.

## Сюжет
Осознав, что её суженый не вполне ей верен, Моника Лербье, молодая женщина, решает жить по своим законам и предаётся радостям «свободной любви». В романе, среди прочего, затрагивалась проблема пересмотра гендерных стереотипов и общественного положения женщины.
Несмотря на невинность сюжета по современным меркам, роман вызвал скандал и жаркие дискуссии, был почти сразу переведён на многие языки мира, — на родине же автора, Виктора Маргерита обвинили в посягательстве на основы нравственности, в порнографии, — и лишили ордена Почётного легиона.
Французское издание 1926 года иллюстрировал Кес ван Донген.

## Адаптации

### Кино
- 1923 — La Garçonne (Бельгия), немой, реж. Арман Дю Плесси[фр.]. В ролях: Франс Делиа́[фр.] (Моника), Гастон Жаке[фр.] (Люсьен), Рене Карл (Мадам Амбра), Жан Тулу[фр.] (Режи Буасло), Виктор Маргерит и др.
  - Фильм был запрещён к показу Цензурным комитетом Франции. Среди указанных причин : «непристойные ласки» (фр. «attouchements indécents») и «похотливые танцы» (фр. «danses lubriques»)[3]
- 1936 — La Garçonne, реж. Жан дё Лимюр[фр.]. В ролях: Мари Бель[фр.] (Моника Лербье), Арлетти (Никетта, возлюбленная Моники), Эдит Пиаф (Певичка).
  - В фильме Певичка (Эдит Пиаф), завлекая героиню Мари Бель, исполняет песню «Quand même» («И всё же» / «Вопреки всему», муз. Жана Винера, сл. Ж.Марио́ и Луи Потера́[фр.])[4]. Песня — смысловой акцент экранизации. Пиаф поёт, в частности:

| Mes sens inapaisés, Cherchant pour se griser, L’aventure des nuits louches, Apportez-moi du nouveau. Le désir crispe ma bouche. La volupté brûle ma peau… | Разбередённые чувства мои Алчут опьянения, Мутных ночных приключений, Принесите мне снова. Желание сводит губы, Нега снедает тело… |

- 1957 — La Garçonne (Франция), реж. Жаклин Одри. В ролях: Андре Дебар[фр.] (Моника), Жан Дане (Люсьен), Колетт Марс[фр.] (Певичка), Клод Риш (Актёр), Жан Вьене[фр.] и др.
- 1988 — La Garçonne (Франция), телефильм, реж. Этьен Перье[фр.]. В ролях: Мари Трентиньян (Моника Лербье), Валери Лемуан (Мари), Даниэль Месгиш[фр.] (Люсьен), Андреа Ферреоль (Клер), Франсуаза Арнуль (Мадам Лербье) и др.[5]

### Театр
12 июля 1926 в «Театре дё Пари» прошла премьера инсценировки скандального романа. Роль Моники Лербье исполнила Рене Фальконетти, прежде известная театральной публике по ролям лучезарных инженю и очаровательных субреток. Спектакль произвёл фурор, актриса сразу же была причислена к иконам стиля «безумных двадцатых».
Историки кино полагают, что выбор актрисы на роль Жанны д’Арк в в своём киношедевре датский режиссёр Карл Теодор Дрейер произвёл не без знакомства с постановкой в «Театр дё Пари».

## Факты
В 1924 году В. Э. Мейерхольд ставит «революционное обозрение» «Д. Е.» («Даёшь Европу», М. Г. Подгаецкий, по роману И. Эренбурга «Трест Д. Е.» и произведениям Бернхарда Келлермана). Зрители, среди прочего, были потрясены не только джаз-бандом под руководством Валентина Парнаха в прорисовке растленного образа «фокстротирующей Европы», но и одним из ярких танцевальных номеров спектакля — «Лесбос», в исполнении Зинаиды Райх и Марии Бабановой. Мейерхольд, знакомый с только что изданном в СССР романом Маргерита и провозгласивший курс на «кинофикацию театра», мог быть осведомлён и о фильме Армана Дю Плесси с его «похотливыми танцами».

## Русские публикации
- Женщина-холостяк [: Холостячка ]. Пг., 1924
- Моника Лербье [: Холостячка ]. М.: Мосполиграф, 1924 (и др. изд.)
- Женщина в пути [: трилогия : «Женщина-холостяк», «Спутник», «Чета»]. M., 1925